# Tom Simpson
Thomas Simpson –conocido como Tom Simpson– (Haswell, Reino Unido, 30 de noviembre de 1937–Mont Ventoux, Francia, 13 de julio de 1967) fue un deportista británico que compitió en ciclismo en las modalidades de pista y ruta.
Participó en los Juegos Olímpicos de Melbourne 1956, obteniendo una medalla de bronce en la prueba de persecución por equipos (junto con Donald Burgess, John Geddes y Michael Gambrill).
En carretera sus mayores éxitos son dos victorias de etapa en la Vuelta a España de 1967, la victorias en el Tour de Flandes 1961, la Milán-San Remo 1964, el Giro de Lombardía 1965 y la París-Niza 1967; además ganó una medalla de oro en el Campeonato Mundial de Ciclismo en Ruta de 1965, en la carrera de ruta.
Falleció en 1967, a los 29 años, mientras disputaba la etapa del Mont Ventoux del Tour de Francia, debido a una insuficiencia cardíaca originada por un golpe de calor; en su sangre se halló la presencia de anfetaminas, cuyo efecto contribuyó al fatal desenlace de su muerte.

## Medallero internacional

### Ruta
| Campeonato Mundial | Campeonato Mundial | Campeonato Mundial | Campeonato Mundial |
| Año                | Lugar              | Medalla            | Competición        |
| ------------------ | ------------------ | ------------------ | ------------------ |
| 1965               | Lasarte ( España)  | Medalla de oro     | Ruta               |

### Pista
| Juegos Olímpicos | Juegos Olímpicos       | Juegos Olímpicos  | Juegos Olímpicos        |
| Año              | Lugar                  | Medalla           | Competición             |
| ---------------- | ---------------------- | ----------------- | ----------------------- |
| 1956             | Melbourne ( Australia) | Medalla de bronce | Persecución por equipos |

## Palmarés
| 1960 - Tour du Sud-Est - Subida al Monte Faron - Poly Breton 1961 - Tour de Flandes 1963 - Burdeos-París - Trofeo de la Isla de Man - Gold Wheel (con Rolf Wolfshohl) - 2.º en el Super Prestige Pernod International 1964 - Milán San Remo - Criterio d'Issoire | 1965 - Campeonato mundial de ciclismo en ruta - Giro de Lombardía - G.P de Vayrac - Londres-Holyhead - 6 días de Bruselas (con Peter Post) - 2.º en el Super Prestige Pernod International 1967 - París-Niza - Trofeo de la Isla de Man - 2 etapas de la Vuelta a España |

## Resultados

### Grandes Vueltas
Durante su carrera deportiva ha conseguido los siguientes puestos en las Grandes Vueltas:
| Carrera | Carrera         | 1958 | 1959 | 1960 | 1961 | 1962 | 1963 | 1964 | 1965 | 1966 | 1967 |
| ------- | --------------- | ---- | ---- | ---- | ---- | ---- | ---- | ---- | ---- | ---- | ---- |
|         | Giro de Italia  | —    | —    | —    | —    | —    | —    | —    | —    | —    | —    |
|         | Tour de Francia | —    | —    | 29.º | Ab.  | 6.º  | —    | 14.º | Ab.  | Ab.  | Ab.  |
|         | Vuelta a España | —    | —    | —    | —    | —    | —    | —    | —    | —    | 33.º |

### Clásicas y Campeonato del Mundo
| Carrera                | Carrera                | 1958 | 1959 | 1960 | 1961 | 1962 | 1963 | 1964 | 1965 | 1966 | 1967 |
| ---------------------- | ---------------------- | ---- | ---- | ---- | ---- | ---- | ---- | ---- | ---- | ---- | ---- |
| Omloop Het Nieuwsblad  | Omloop Het Nieuwsblad  | —    | —    | X    | —    | —    | —    | 18.º | —    | —    | —    |
| Kuurne-Bruselas-Kuurne | Kuurne-Bruselas-Kuurne | —    | —    | —    | —    | —    | —    | 2.º  | —    | —    | —    |
|                        | Milán-San Remo         | —    | —    | 38.º | 25.º | —    | 19.º | 1.º  | —    | —    | 70.º |
| Gante-Wevelgem         | Gante-Wevelgem         | —    | —    | —    | —    | 6.º  | 2.º  | —    | —    | —    | 27.º |
|                        | Tour de Flandes        | —    | —    | —    | 1.º  | 5.º  | 3.º  | —    | —    | —    | —    |
|                        | París-Roubaix          | —    | —    | 9.º  | 88.º | 37.º | 8.º  | 10.º | 6.º  | —    | —    |
| Amstel Gold Race       | Amstel Gold Race       | X    | X    | X    | X    | X    | X    | X    | X    | —    | 41.º |
| Flecha Valona          | Flecha Valona          | —    | —    | 7.º  | —    | —    | 10.º | —    | 3.º  | —    | —    |
|                        | Lieja-Bastoña-Lieja    | —    | —    | 11.º | —    | —    | 33.º | —    | 10.º | —    | —    |
| París-Bruselas         | París-Bruselas         | —    | —    | —    | —    | 51.º | 2.º  | 30.º | 32.º | —    | X    |
| París-Tours            | París-Tours            | —    | 17.º | —    | —    | —    | 2.º  | —    | 70.º | —    | —    |
|                        | Giro de Lombardía      | —    | —    | 84.º | —    | —    | 10.º | 21.º | 1.º  | —    | —    |
| Mundial en Ruta        | Mundial en Ruta        | —    | 4.º  | Ab.  | 9.º  | Ab.  | 29.º | 4.º  | 1.º  | Ab.  | —    |

—: No participó 

Ab.: Abandonó